# Microsoft Agent

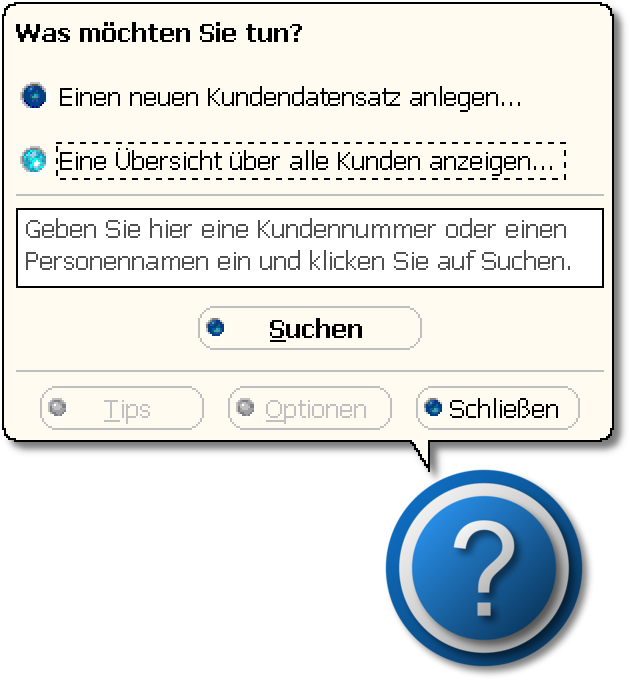
Microsoft-Agent-Sprechblase für eine Software zur Verwaltung von Kundendaten.

Microsoft Agent war eine von Microsoft entwickelte Technologie, die durch den Einsatz von Figuren und Sprachsteuerung und -ausgabe eine einfachere Benutzung des Computers ermöglichen sollte. Man spricht hier generell auch von einem Software-Agenten.

## Hintergrund
In einem Interview des amerikanischen Fernsehsenders G4 aus dem Jahr 2013 schilderte der Microsoft-Mitarbeiter Alan Cooper, dass Microsoft Agent eigentlich auf einer fehlerhaften Interpretation einer Studie der Stanford University beruht. Diese Studie besagt, dass bei der Benutzung von Maus und Tastatur dieselben Hirnareale aktiviert werden, die auch für emotionale Reaktionen beim Umgang mit Menschen verantwortlich sind, was der Grund dafür ist, weshalb Personen häufig Wutausbrüche gegen Computer entwickeln. Microsoft folgerte daraus fälschlicherweise, dass Computer sich ähnlich wie Menschen verhalten sollen, um so die Benutzerfreundlichkeit zu verbessern, und entwickelte daraus das Konzept eines Agenten, der mit dem Benutzer kommunizieren sollte.

## Geschichte
Als früheste Anwendungsbeispiele von Microsoft Agent gelten die Charaktere, die mit dem Programm Microsoft Bob im Jahr 1995 ausgeliefert wurden. Diese Charaktere erschienen später auch in Microsoft Office 97 und wurden als Office-Assistent bekannt. Die Standard-Figur war damals eine animierte Büroklammer, auch als Clippy oder in Deutsch als Karl Klammer bekannt.
Anschließend entwickelte Microsoft die Technologie weiter, um sie auch in anderen Programmen nutzen zu können. Die Version 2.0 erschien 1997 und war von Me bzw. Windows 2000 bis Windows Vista standardmäßig im Betriebssystem enthalten. Für Windows 95, Windows 98 und Windows NT 4.0 konnte diese Version nachträglich installiert werden (entweder eigenständig oder zusammen mit Office 2000 oder Office XP). Parallel dazu veröffentlichte Microsoft ein entsprechendes Software Development Kit (SDK), ohne jedoch das Konzept aktiv zu bewerben, sodass es größtenteils ein Schattendasein fristete.
Neben vier kostenlos herunterladbaren Charakteren (Peedy, Merlin, Genie, Robby) ermöglichte das SDK auch die Entwicklung komplett neuer Charaktere. Für die einzelnen Charaktere gibt es eine Reihe von Standardaktionen, wie beispielsweise die Begrüßung und Verabschiedung, für die Animationen hinterlegt werden können. Bei den von Haus aus bereitgestellten Charakteren sind diese in der Regel bereits vollständig hinterlegt. Darüber hinaus können für eigene Charaktere auch zusätzliche Animationen angeboten werden.
Mit Hilfe eines ActiveX-Steuerelements konnte die Technologie von Softwareentwicklern in ihren eigenen Desktopanwendungen genutzt werden. Ebenso konnte dieses Steuerelement in HTML-Dokumenten und -Anwendungen eingebunden und via Skriptsprachen gesteuert werden. Dies funktionierte allerdings nur unter Microsoft Windows in Webbrowsern, die ActiveX unterstützten (z. B. der Internet Explorer und der Netscape Navigator) und deren Sicherheitseinstellungen das Ausführen derartiger Komponenten zuließen. Aufgrund der vielen Einschränkungen war diese Technologie für öffentliche Websites weitestgehend ungeeignet und wenig verbreitet. Das letzte Update für Microsoft Agent erschien im Juni 2003.
Seit Windows 7 ist Microsoft Agent nicht mehr standardmäßig im Betriebssystem enthalten. Für dieses Betriebssystem kann Microsoft Agent letztmals noch separat über ein Hotfix installiert werden, spätere Versionen unterstützen Microsoft Agent nicht und auch das SDK wird nicht mehr angeboten.